# Carl Wernicke
Carl Wernicke (Tarnowskie Góry, 15 maggio 1848 – Gräfenroda, 15 giugno 1905) è stato uno psichiatra e neurologo tedesco.
Carl Wernicke associò un disturbo del linguaggio, un particolare tipo di afasia, ad una lesione della porzione posteriore del giro temporale superiore, detta adesso Area di Wernicke. Con i suoi studi, che si aggiungevano alle precedenti osservazioni di Paul Broca, che aveva associato un differente disturbo linguistico ad una diversa lesione di una porzione dell'emisfero sinistro della corteccia cerebrale, venne assodata la lateralizzazione degli emisferi cerebrali e la differenziazione funzionale delle aree corticali.